# Diane Ducret
Diane Ducret (Anderlecht, 17 novembre 1982) è una scrittrice franco-belga. Ha pubblicato sia libri storici di saggistica che romanzi. Gran parte del suo lavoro riguarda le esperienze storiche delle donne, compresi gli studi di donne che erano strettamente associate a dittatori o gangster. Ha anche scritto fiction comiche e condotto serie televisive storiche.

## Biografia
Ducret è nata ad Anderlecht, in Belgio, nel novembre 1982, ma è cresciuta nei Paesi Baschi. 
Ha studiato al Lycée Molière di Parigi, per poi trasferirsi a Roma per continuare gli studi. Ha conseguito un master in filosofia presso l'Università Paris-Sorbonne, con una tesi intitolata "La modernité scientifique et la pensée du trascendental chez Husserl" (La modernità scientifica e il pensiero trascendentale di Husserl). Quindi ha ottenuto un Master of Advanced Studies in filosofia continuando la ricerca in filosofia contemporanea all'École normale supérieure.
Nel gennaio 2011, ha pubblicato il suo primo libro, Femmes de Dictateur, edito da Perrin, best-seller in Francia e tradotto in venti lingue. Evoca la storia delle mogli e delle amanti dei più grandi dittatori del XX secolo.
Nel settembre 2013, pubblica il suo primo romanzo, Corpus Equi, sempre con le edizioni Perrin, primo premio a La Forêt des livres e selezionato come uno dei preferiti nel programma radiofonico di critica letteraria Le Masque et la Plume: un romanzo autobiografico, vero e proprio inno ai cavalli e alla libertà, in cui racconta il suo lungo viaggio per riprendere a camminare dopo un grave incidente d'auto, ed esplora la via del riscatto. Per questo motivo,  nel maggio 2015, è entrata a far parte del club dei relatori TEDx e ha raccontato la sua esperienza durante una conferenza registrata al Théâtre du Gymnase, a Parigi.
Ducret è tornata alla saggistica nell'ottobre 2014 un saggio sul sesso femminile, La Chair Interdite, edito da Albin Michel, best-seller in Francia e Canada. Il libro è un esame delle circostanze delle donne nel corso della storia, studiando i metodi e gli effetti della misoginia a partire dal 250 a.C. Il libro spazia dalle relazioni interpersonali, come gli abusi commessi da uomini potenti contro le donne nella loro vita personale, alla violenza contro le donne sotto forma di abusi medici endemici.
Nel 2015, ha nuovamente pubblicato un romanzo, intitolato L'homme Idéal Existe, il est Québécois, che è una commedia romantica che tratta dell'amore contrastato tra una giovane francese e un pittore del Quebec. 
Nel 2016, Ducret ha pubblicato Lady Scarface, in cui racconta i destini intrecciati di donne gangster della malavita americana, in particolare le donne che erano compagne di famigerati gangster americani degli anni '30.  Le storie sono tratte da archivi desecretati, giornali dell'epoca, interviste a discendenti e documenti inediti. Questo lavoro è stato pubblicato in un formato diverso nel 2017 come Les Marraines du Crime (Le madrine del crimine).

### Radio
Diane Ducret collabora regolarmente al programma Les Informés su France Info, e scrive anche per la versione americana dell'Huffington Post.

### Televisione
Collabora alla stesura di vari documentari storici su France 3 per il programma Des Racines et des Ailes. Nel 2009 ha condotto il programma Le Forum de l'Histoire sul canale Histoire 3.
Occasionalmente partecipa anche al programma Secrets d'Histoire, presentato da Stéphane Bern. Ha collaborato in particolare sui seguenti temi:
- La Pompadour ou le roi amoureux (2014)[12]
- Casanova, l'amour à Venise (2015)[13]
- Alexandre le Grand, des rêves et des conquêtes (2016)[14]

Nel 2022 presenta come spettacolo Le Pouvoir a-t-il un sexe? su La Chaîne Histoire, in cui, invitando ai suoi tavoli storici, filosofi (come Élisabeth Badinter) e psicoanalisti, solleva la questione degli strettissimi legami tra sessualità, erotismo e potere politico. Il potere è essenzialmente maschile in Occidente o può essere femminile? Il potere è un'esperienza sessuale? Votiamo per chi troviamo attraente o viceversa? 

### Teatro
Nel 2019, ha scritto per il teatro Vous n'aurez pas le dernier mot, interpretato da Stéphane Bern, messo in scena da Jérémie Lippmann. Il lavoro è stato rappresentato al Palais-Royal, al teatro Montparnasse, quindi in tournée.

## Opere
- Femmes de Dictateur, Éditions Perrin, 2011 (trad. it.: Le donne dei dittatori, Garzanti, 2011 ISBN 978-88-11-68209-7)
- Femmes de Dictateur 2, Éditions Perrin, 2012
- Corpus Equi, Perrin, 2013 ISBN 978-2-262-04244-8
- La Chair interdite, Albin Michel (éditeur), 2014 ISBN 978-2-226-25704-8
- Les Derniers Jours des dictateurs, opera collettiva, Pocket, 2014
- L’homme idéal existe: il est québécois, Albin Michel (éditeur), 2015 ISBN 978-2-226-31938-8
- Lady Scarface, Éditions Perrin, 2016
- Les Indésirables, Flammarion, 2017 ISBN 2081407345
- La meilleure façon de marcher est celle du flamant rose, Flammarion, 2018 ISBN 2081421690
- La Dictatrice, Flammarion, 2020[16]
- Le Maître de l'océan, Flammarion, 2022 ISBN 978-2-0802-4558-8[17]

## Riconoscimenti
- 2017 Premio Simone-Veil